# Sceptridium subbifoliatum
Sceptridium subbifoliatum là một loài dương xỉ trong họ Ophioglossaceae. Loài này được W.H.Wagner & F.S.Wagner mô tả khoa học đầu tiên năm 1999.
Danh pháp khoa học của loài này chưa được làm sáng tỏ. 